# Судейкин, Власий Тимофеевич
Власий Тимофеевич Судейкин (1857—1918) — русский экономист, публицист и педагог. Сенатор, тайный советник.

## Биография
Родился 20 февраля (4 марта) 1857 года. Из крестьян.
Получил домашнее образование, затем окончил Лицей в память цесаревича Николая (1876) и юридический факультет Московского университета с отличием (1879).
После окончания университета слушал лекции в Берлине, Фрейбурге и Лондоне. За диссертацию «Государственный банк. Его экономическое и финансовое значение» получил степень магистра политической экономии и статистики.
Читал в Санкт-Петербургском университете лекции по истории финансов в России и по финансовому праву.
С 1883 занимал различные должности в Министерстве финансов и Государственном банке.
С 1898 потомственный дворянин.
В 1898—1902 исполнял обязанности управляющего канцелярией Виленского генерал-губернатора. В 1903—1906 управляющий делами Финляндской Его Императорского Величества канцелярии и статс-секретариата Великого княжества Финляндского. С 12 апреля 1906 года — сенатор.
С 1910 преподаватель князей императорской крови Олега и Гавриила Константиновичей.
С декабря 1915 по май 1916 начальник Главного управления по делам печати МВД.
Написал ряд статей в «Юридическом вестнике», «Трудах Императорского вольного экономического общества», «Экономическом журнале», «Сельском хозяине», «Счетоводстве» и других печатных периодических изданиях.
В. Т. Судейкин является одним из авторов «Энциклопедического словаря Брокгауза и Ефрона».
Расстрелян в 1918 году.

## Награды
- Орден Святого Владимира 3-й ст. (1901)
- Табакерка, украшенная бриллиантами (1904)
- Орден Святого Станислава 1-й ст. (1905)
- Орден Святой Анны 1-й ст. (1911)

Иностранные:
- черногорский орден Князя Даниила I 2-й степени (1900);
- болгарский Орден Святого Александра 3-й ст. (1900);
- болгарский орден «За гражданские заслуги» 2-й ст. (1901).

## Избранная библиография
- «Наши общественные городские банки и их экономическое значение» (СПб., 1884).
- «Расчетные палаты (Clearing Houses) и их устройство» (СПб., 1886).
- «Прямые налоги и их организация во Франции» (СПб., 1887)/
- Операции Государственного банка — СПб., 1888.
- «Очерк организации поземельного кредита в Англии, Германии, Австро-Венгрии и Франции» (1888).
- «Восстановление металлического обращения в России, 1839—1843 годах» (М., 1891)/
- Государственный банк. Исследование его устройства, экономического и финансового значения — СПб., 18
- Государственный банк. Исследование его устройства, экономического и финансового значения. — М.: РОССПЭН, 2012. — 560 с. (Библиотека экономической мысли России) — ISBN 978-5-8243-1670-4
- Биржи и биржевые операции — СПб., 1892.
- Замечательная эпоха в истории русских финансов : (очерк экономической и финансовой политики Н. Х. Бунге и И. А. Вышнеградского) / [соч.] Старого Профессора (псевд.). — С.-Петербург : тип. Правительствующего сената, 1895. — 106 с. — Авт. установлен по изд.: Масанов И. Ф. Словарь псевдонимов… М., 1958. Т. 3. С. 136[8].
- «Война и наша финансовая политика» (1915).